# هاني أوسوت

هاني أوسوت (بالإسبانية: Hanni Ossott) مؤلفة وصحفية ومترجمة فنزويلية، ولدت في كراكاس في 14 فبراير 1946. كانت أستاذة في الجامعة المركزية الفنزويلية، وترجمت أعمال راينر ماريا ريلكه وإيميلي ديكنسون. وتوفيت في 31 ديسمبر 2002.